# Szota Rustaweli
Szota Rustaweli (gruz. შოთა რუსთაველი; ur. przed 1160 we wsi Rustawi, Meschetia, zm. przed 1220 w Jerozolimie) – gruziński poeta. Jest autorem Rycerza w tygrysiej skórze, gruzińskiej epopei narodowej.

## Życiorys
Informacje o biografii poety są wyjątkowo skąpe. Wykształcony w Grecji, Rustaweli był gruzińskim księciem, skarbnikiem królowej Tamary (odnaleziono jego podpis pod dokumentem z 1190 roku) i malarzem, jego dziełem są między innymi freski w Klasztorze Krzyża w Jerozolimie. Na jednym z nich prawdopodobnie znajduje się sam autor. Znając poematy Homera i filozofię Platona, teologię, podstawy poetyki i retoryki, jak również literaturę perską i arabską, poświęcił się literaturze, tworząc epos Rycerz w tygrysiej skórze, który został przetłumaczony na wiele języków. Pierwszy raz został wydrukowany w Tbilisi w 1712 roku, przez króla Wachtanga VI. Po dziś dzień istnieje wiele legend i spekulacji na temat życia Rustawelego i jego relacji z królową Tamarą. Według jednej z nich miał być w niej beznadziejnie zakochany i z tego właśnie powodu napisał swoje największe dzieło. Nie znamy również jego dalszych losów. Tymoteusz, XVII-wieczny metropolita jerozolimski, odnalazł w świątyni pod wezwaniem św. Krzyża, zbudowanej przez królów gruzińskich, mogiłę i fresk przedstawiający osobę w mnisim stroju z niżej zamieszczonym jego imieniem, stąd też przypuszczanie, iż mógł dożyć swych dni jako mnich w Jerozolimie.
W tradycji ludowej istnieje jednak legenda o tym, że mimo swego oddania królowej Rustaweli ożenił się z bliżej nieznaną dziewczyną o imieniu Nino. Wkrótce po ślubie miał otrzymać od „damy serca” polecenie przetłumaczenia na język gruziński dzieła literackiego, przekazanego jej w darze przez pokonanego szacha. Rustaweli wypełnił polecenie doskonale, jednak zrezygnował z nagrody, obiecanej za swój trud. Tydzień później odnaleziono jego ciało, pozbawione głowy.
Według innego podania jeszcze za życia królowej, będącej jego mecenasem, katolikos Joann wszczął nagonkę na jego osobę. W XVIII wieku patriarcha Antoni I, będący skądinąd pisarzem, dokonał publicznego spalenia pewnej liczby egzemplarzy pierwszego wydania Rycerza w tygrysiej skórze.
Imię Rustawelego noszą: port lotniczy Tbilisi, Teatr Dramatyczny Gruzji, Instytut Teatralny w Tbilisi, a także liczne nagrody literackie w Gruzji. Również poza granicami tego kraju, w republikach byłego ZSRR, imię poety zostało upamiętnione na przykład nazwami ulic – jedna z głównych ulic Kijowa nosi imię Szoty Rustawelego.
Skwer w Krakowie w dzielnicy Dębniki nazwano imieniem Szoty Rustawelego.